# Bing Ads
Microsoft Advertising (anteriormente Microsoft adCenter y MSN adCenter) es una plataforma de publicidad en línea desarrollada por Microsoft que ofrece publicidad de pago por clic (PPC) en motores de búsqueda Bing, Yahoo! y DuckDuckGo. Así como en otros sitios web, aplicaciones móviles y vídeos.

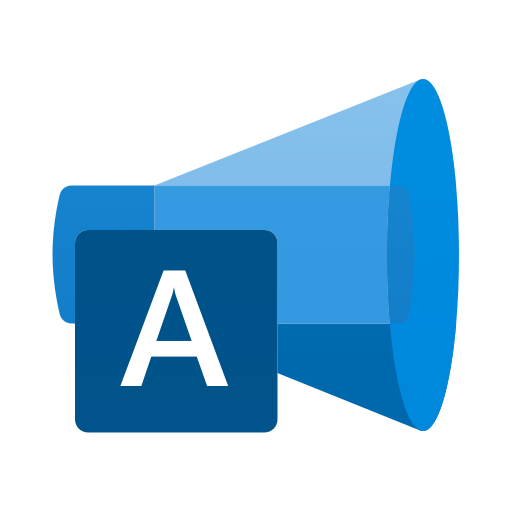
Microsoft Advertising Logo

## Historia
Microsoft fue el último de los "Tres grandes" motores de búsqueda (Microsoft, Google y Yahoo!) que desarrolló su propio sistema de pago por clic (PPC). Hasta principios de 2006, todos los anuncios mostrados en el motor de búsqueda MSN fueron suministrados por Overture (y Yahoo! posteriormente). MSN obtenía un porcentaje de los ingresos de los anuncios comercializados por Yahoo! en su motor de búsqueda.
Como el marketing en buscadores creció, Microsoft comenzó a desarrollar su propio sistema, MSN adCenter, para la venta de anuncios PPC directamente a los anunciantes. A medida que el sistema se introducía gradualmente, MSN Search (ahora Bing) incorporó su publicidad adCenter en los resultados de búsqueda de  Yahoo!. Los esfuerzos de Microsoft por crear adCenter fueron dirigidos por Tarek Najm, entonces gerente general de la división MSN de Microsoft. En junio de 2006, el contrato entre Yahoo! y Microsoft expiró y desde entonces Microsoft muestra sólo sus anuncios de adCenter.
En noviembre de 2006 Microsoft adquirió DeepMetrix, una empresa situada en Ottawa, Canadá, creadora de un potente software de web-analytics . Microsoft desarrolló su adCenter Analytics a partir de esta tecnología recién adquirida. En octubre de 2007, la versión beta de Microsoft Project Gatineau fue liberada a un número limitado de participantes.
En mayo de 2007, Microsoft acordó comprar la empresa de soluciones de marketing digital, aQuantive, por aproximadamente 6 millones de dólares.
Microsoft adquirió ScreenTonic el 3 de mayo de 2007, AdECN el 26 de julio de 2007, y YaData el 27 de febrero de 2008 y fusionó sus tecnologías en adCenter.
El 23 de febrero de 2009, El editorial Leadership Council fue creado bajo el paraguas de Microsoft Advertising. El consejo fue el encargado de entregar la plataforma de publicidad de la próxima generación para los editores de medios de comunicación digitales que resultan en la formación de Microsoft pubCenter.
En enero de 2010, Microsoft anunció un acuerdo en el que se haría cargo de la operación funcional de Yahoo! Search, y establecer una empresa conjunta para vender publicidad en Yahoo! Search y Bing tanto conocido como la Alianza Microsoft Search. Una transición completa de todos los clientes de anuncios patrocinados por Yahoo! a Microsoft adCenter se produjo en octubre de 2010.
El 10 de septiembre de 2012, adCenter fue renombrado como Microsoft Advertising, mientras que la Alianza Search cambió su nombre a Yahoo! Bing Network.

## Tecnología
Similar a Google Ads, Microsoft Advertising utiliza tanto la cantidad máxima que un anunciante está dispuesto a pagar por clic (PPC) sobre sus anuncios y click-through tasa del anuncio (CTR) para determinar qué frecuencia se muestra un anuncio. Este sistema alienta a los anunciantes a escribir anuncios eficaces y a anunciar sólo en búsquedas que sean pertinentes a su anuncio.
Microsoft Advertising  permite a los anunciantes dirigir sus anuncios restringir sus anuncios en un conjunto determinado de Demografía y aumentando sus ofertas cada vez que el anuncio es visto por un usuario de un cierto demográfica. En noviembre de 2006, ningún otro sistema de publicidad PPC tiene una característica similar. Asimismo, Microsoft Advertising permite anunciantes ejecutar sus anuncios en días específicos de la semana o ciertas horas del día.
Microsoft Advertising proporciona UI and Web service API servicio Web de interfaz de usuario y a los anunciantes, ambos se basan en Microsoft .NET 2.0 framework.